# King of the Ring 2015
De 2015 King of the Ring was een toernooi in het professioneel worstelen en WWE Network evenement dat georganiseerd werd door WWE. Het toernooi werd verdeeld in 2 dagen op 27 en 28 april 2015. Een deel werd uitgezonden op de USA Network en vond plaats in het Resch Center in Green Bay, Wisconsin en een deel op de WWE Network en vond plaats in het iWireless Center in Moline, Illinois. Het was de 20ste editie van King of the Ring en de eerste sinds 2010.

## Resultaten

### Kwart finales
| Nr. | Match                              | Winnaar(s)       | Opmerkingen                   | Bron  |
| --- | ---------------------------------- | ---------------- | ----------------------------- | ----- |
| 1   | Bad News Barrett vs. Dolph Ziggler | Bad News Barrett | King of the Ring kwartfinales | [ 3 ] |
| 2   | R-Truth vs. Stardust               | R-Truth          | King of the Ring kwartfinales | [ 3 ] |
| 3   | Sheamus vs. Dean Ambrose           | Sheamus          | King of the Ring kwartfinales | [ 3 ] |
| 4   | Neville vs. Luke Harper            | Neville          | King of the Ring kwartfinales | [ 3 ] |

### Finales
| Nr. | Match                        | Winnaar(s)       | Opmerkingen             | Bron  |
| --- | ---------------------------- | ---------------- | ----------------------- | ----- |
| 1   | Neville vs. Sheamus          | Neville          | King of the Ring halve  | [ 4 ] |
| 2   | Bad News Barrett vs. R-Truth | Bad News Barrett | King of the Ring halve  | [ 4 ] |
| 3   | Bad News Barrett vs. Neville | Bad News Barrett | King of the Ring finale | [ 4 ] |

## Toernooi
| Legenda | Legenda                   |
| ------- | ------------------------- |
| Pin     | Pinfall                   |
| Sub     | Submission                |
| CO      | Count-out                 |
| DCO     | Double count-out          |
| DQ      | Diskwalificatie           |
| DDQ     | Dubbele diskwalificatie   |
| Draw    | Gelijkspel                |
| Ref     | Scheidsrechtersbeslissing |

|  | Kwartfinales Raw 27 april 2015 | Kwartfinales Raw 27 april 2015 |                  |       | Halve finale WWE Network 28 april 2015 | Halve finale WWE Network 28 april 2015 |  |  | Finale WWE Network 28 april 2015 | Finale WWE Network 28 april 2015 |
|  |                                |                                |                  |       |                                        |                                        |  |  |                                  |                                  |
|  |                                |                                |                  |       |                                        |                                        |  |  |                                  |                                  |
|  |                                |                                |                  |       |                                        |                                        |  |  |                                  |                                  |
|  |                                |                                |                  |       |                                        |                                        |  |  |                                  |                                  |
|  | Dolph Ziggler                  | 08:17                          |                  |       |                                        |                                        |  |  |                                  |                                  |
|  | Dolph Ziggler                  | 08:17                          |                  |       |                                        |                                        |  |  |                                  |                                  |
|  | Bad News Barrett               | Pin                            |                  |       |                                        |                                        |  |  |                                  |                                  |
|  | Bad News Barrett               | Pin                            | Bad News Barrett | Pin   |                                        |                                        |  |  |                                  |                                  |
|  |                                |                                | Bad News Barrett | Pin   |                                        |                                        |  |  |                                  |                                  |
|  |                                | R-Truth                        | 04:38            |       |                                        |                                        |  |  |                                  |                                  |
|  | R-Truth                        | R-Truth                        | 04:38            | 03:47 |                                        |                                        |  |  |                                  |                                  |
|  | R-Truth                        |                                |                  | 03:47 |                                        |                                        |  |  |                                  |                                  |
|  | Stardust                       | Pin                            |                  |       |                                        |                                        |  |  |                                  |                                  |
|  | Stardust                       | Pin                            | Bad News Barrett | Pin   |                                        |                                        |  |  |                                  |                                  |
|  |                                |                                | Bad News Barrett | Pin   |                                        |                                        |  |  |                                  |                                  |
|  |                                | Neville                        | 07:06            |       |                                        |                                        |  |  |                                  |                                  |
|  | Dean Ambrose                   | Neville                        | 07:06            | 12:33 |                                        |                                        |  |  |                                  |                                  |
|  | Dean Ambrose                   |                                |                  | 12:33 |                                        |                                        |  |  |                                  |                                  |
|  | Sheamus                        | DQ                             |                  |       |                                        |                                        |  |  |                                  |                                  |
|  | Sheamus                        | DQ                             | Sheamus          | 05:44 |                                        |                                        |  |  |                                  |                                  |
|  |                                |                                | Sheamus          | 05:44 |                                        |                                        |  |  |                                  |                                  |
|  |                                | Neville                        | Pin              |       |                                        |                                        |  |  |                                  |                                  |
|  | Neville                        | Neville                        | Pin              | Pin   |                                        |                                        |  |  |                                  |                                  |
|  | Neville                        |                                |                  | Pin   |                                        |                                        |  |  |                                  |                                  |
|  | Luke Harper                    | 10:11                          |                  |       |                                        |                                        |  |  |                                  |                                  |
|  | Luke Harper                    | 10:11                          |                  |       |                                        |                                        |  |  |                                  |                                  |

Bron: